# Кравец, Мордух Пинхусович
Мо́рдух (Михаи́л) Пи́нхусович Кра́вец (1920—2005) — участник Великой Отечественной войны, командир взвода разведки 51-й гвардейской танковой Фастовской бригады 6-го гвардейского Киевского танкового корпуса 3-й гвардейской танковой армии 1-го Украинского фронта, Герой Советского Союза, гвардии старший лейтенант.

## Биография
Родился в городе Мелитополь Запорожской области в семье рабочего. Еврей. В 1938 году окончил 10 классов и поступил в Днепропетровский металлургический институт.
В Красной Армии с 1940 года. В 1942 году окончил Горьковское автомотоциклетное училище.
В боях Великой Отечественной войны с июня 1942 года. Был командиром взвода разведки, затем командиром мотоциклетной разведывательной роты в составе танковой бригады. Воевал на Западном, Воронежском, Брянском, Центральном, снова Воронежском, 1-м Украинском фронтах.
Участвовал:
- в боях в районе реки Вытебеть и сёл Госьково и Вейно — в 1942 году;
- в Острогожско-Россошанской наступательной операции, освобождении городов Россошь, Валуйки, в боях под Чугуевом, Мерефой и Харьковом, в Курской битве, освобождении посёлков Золотарёво и Кромы восточнее Орла, в форсировании Днепра сначала в районе Букринского плацдарма, а затем Лютежского, в боях за освобождение города Фастов — в 1943 г.;
- в Житомирско-Бердичевской, Проскуровской и Львовско-Сандомирской наступательных операциях, в боях на Сандомирском плацдарме — в 1944 г.;
- в Висло-Одерской операции, форсировании рек Пилица, Одер, Нейсе, освобождении городов Шидлув, Гёрлиц, Бунцлау, в битве за Берлин и освобождении Праги — в 1945 г.

Командир взвода разведки 51-й гвардейской танковой бригады гвардии старший лейтенант Кравец 22 сентября 1943 года с группой бойцов на подручных средствах преодолел Днепр у села Григоровка (Каневский район, Черкасская область). Добытые разведданные об обороне противника и системе его огня были использованы при организации боевых действий 6-го гвардейского танкового корпуса. В бою за овладение городом Фастов Киевской области взвод под его командованием первым в полку ворвался в город.
Указом Президиума Верховного Совета СССР «О присвоении звания Героя Советского Союза генералам, офицерскому, сержантскому и рядовому составу Красной Армии» от 10 января 1944 года за «образцовое выполнение боевых заданий командования на фронте борьбы с немецко-фашистскими захватчиками и проявленные при этом отвагу и геройство» удостоен звания Героя Советского Союза с вручением ордена Ленина и медали «Золотая Звезда» (№ 2144).
В январе 1945 года разведгруппа 3-го отдельного гвардейского мотоциклетного Перемышльского батальона, под командованием гвардии капитана Кравец, при разведке города Радомско настигла отступающую колонну пехоты. Разведчики Кравца схода врезались в колонну, давя гусеницами и расстреливая из пушек, автоматов и пулемётов. В результате было уничтожено 18 автомашин, 35 повозок и до 200 солдат и офицеров противника и обеспечен проход 52-й гвардейской танковой бригады. Воспользовавшись ошеломлением противника разведгруппа с хода ворвалась в Радомско, крупный опорный пункт немцев на подступах к реке Варта. Продолжая выполнять задачу разведгруппа под руководством капитана Кравец разведгруппа прорвалась через боевые порядки противника и захватила переправу через реку Варта. Правильно организовав оборону захваченной переправы, используя две захваченные пушки, разведгруппа отразила 5 атак противника и удерживала мост 15 часов, до подхода наших сил. За этот подвиг гвардии капитан Кравец был представлен к званию дважды Герой Советского Союза, но в результате награждён орденом Ленина.
В 1951 году окончил Военную академию бронетанковых и механизированных войск. С 1971 года — полковник М. П. Кравец в запасе. Жил в городе Подольске Московской области. Похоронен на Аллее Героев Подольского городского кладбища.

## Награды
Награждён ещё орденом Ленина (10.04.1945), орденом Красного Знамени (09.08.1944), 2 орденами Отечественной войны 1-й степени (28.09.1943; 06.04.1985), орденом Красной Звезды (30.12.1956), медалями.

## Память
В Подольске, на доме где жил Герой, установлена мемориальная доска.